# Spermacoce radiata
Spermacoce radiata là một loài thực vật có hoa trong họ Thiến thảo. Loài này được (DC.) Hiern miêu tả khoa học đầu tiên năm 1877.